# Hans Dahlem
Hans Dahlem (* 29. Juli 1928 in Blieskastel; † 22. Juli 2006 in Saarbrücken) war ein deutscher Künstler.

## Leben
Nach dem Besuch der Volksschule und der Oberrealschule begann Dahlem 1946 ein Studium der Malerei und Graphik an der gerade neu gegründeten „Schule für Kunst und Handwerk“ in Saarbrücken bei Boris Kleint. Hier lernte er auch den Maler Karl Lorenz Kunz kennen, mit dem ihn bald eine enge Freundschaft verband. In Paris wurden seine Werke 1948 im Salon des Réalités Nouvelles erstmals öffentlich gezeigt, im folgenden Jahr dann im Pavillon Marsan. Mit zwei Staatsstipendien konnte er 1950 bis 1952 in der französischen Hauptstadt bei Picard le Dou und Édouard Goerg an der Académie de la Grande Chaumière studieren und 1954 bis 1956 bei Maurice Brianchon an der École des Beaux Arts. Ab 1956 lebte Hans Dahlem als freischaffender Maler und Graphiker in Saarbrücken. Er war Mitglied der neuen gruppe saar und der Pfälzischen Sezession, deren Vorsitzender er ab 1972 war.

## Werk
Dahlems Werk wird häufig als literarisch bezeichnet, weil es sich eng an die Werke von zeitgenössischen Literaten anlehnte. Sein Werk ist häufig Rezeption von Prosa und Poesie von Ludwig Harig, mit dem ihn eine enge Freundschaft verband, aber auch von Georges Perec, Eugen Helmlé und Felicitas Frischmuth. Ausgangspunkt dieser Entwicklung war 1963 der Gedichtband „Taschenkosmogonie“ des surrealistischen französischen Lyrikers Raymond Queneau.

## Ausstellungen
- 1948: Salon des Réalités Nouvelles, Paris
- 1949: Pavillon Marsan, Paris
- 1954: Darmstädter Sezession, Darmstadt
- 1957: Saarlandmuseum, Saarbrücken
- 1968: Museum Pfalzgalerie, Kaiserslautern
- 1969: Ausstellung der Purrmann-Preisträger, Kunstverein Speyer
- 1969: Malerei, Skulptur, Graphik aus dem Saarland, Pfalzgalerie Kaiserslautern
- 1971: Moderne Galerie des Saarlandmuseums, Saarbrücken
- 1973: Graphik 73, Moderne Galerie des Saarlandmuseums, Saarbrücken
- 1975: Moderne Galerie des Saarlandmuseums, Saarbrücken
- 1977: Moderne Galerie des Saarlandmuseums, Saarbrücken
- 1982: 60 Jahre Saarländischer Künstlerbund. Geschichte und Gegenwart 1922–1982, Moderne Galerie des Saarland-Museums
- 1982: Kunstsituation Saar. Skulpturen, Objekte, Gemälde, Zeichnungen, Grafik, Fotografie, Skulpturenmuseum Glaskasten Marl
- 1983: Pfälzische Sezession, Jahresausstellung 1983, Mittelrheinisches Landesmuseum Mainz
- 1995: prix d’art/kunstpreis robert schuman, Musées de la Ville de Luxembourg
- 1996: 50 Jahre Pfälzische Sezession, Historisches Museum der Pfalz, Speyer
- 2012: Saarland Kunst der 50er Jahre, Saarlandmuseum, Saarbrücken
- 2013: Saar Art 2013, Landeskunstausstellung Saar

## Werke im öffentlichen Raum
- Glasfenster Volksschule Wiebelskirchen, 1966
- Rathaus Saarbrücken: Ratskeller (Moselstube, Ratsstube) drei Buntglasfenster, mit Bleirutenversprossung; Eingang zur Moselstube, Glastrennwand (Glasmalerei, Bleiverglasung); Restaurant Saar, vier Buntglasfenster mit Bleirutenversprossung; Arkaden zur Betzenstraße, Wandfresko (Weinstock), Anfang der 60er Jahre
- Wandbilder, Wackenbergschule, Saarbrücken, 1966
- Glasmosaike für das Staatliche Gymnasium im Schmelzerwald St. Ingbert (Ausführung: Willy Spies), 1976
- Künstlerische Gestaltung, Gymnasium St. Ingbert (zusammen mit Lothar Meßner, 1976
- Amtsgericht Saarlouis, Gemälde Umbau Landgericht (Nebenstelle) Hardenbergstr. 2, Saarbrücken, Gemälde Umbau Landgericht (Nebenstelle) Hardenbergstr. 2, Saarbrücken, Künstlerische Gestaltung für zwei Wandflächen mit Mosaik (Naturstein, Glas), Parterre, 1. OG.), 1984

## Auszeichnungen
- 1966: Hans-Purrmann-Preis
- 1970: Ehrenpreis der Stadt Salzburg für Radierung
- 1987: Ehrengast der Villa Massimo in Rom
- 1988: Preis der Vereinigung Pfälzer Kunstfreunde mit Picasso-Medaille
- 1988: Kunstpreis der Stadt Saarbrücken